# Chaetosphaeria albida
Chaetosphaeria albida är en svampart som beskrevs av T.J. Atk., A.N. Mill. & Huhndorf 2007. Chaetosphaeria albida ingår i släktet Chaetosphaeria och familjen Chaetosphaeriaceae.   Inga underarter finns listade i Catalogue of Life.